# Chilton County
Chilton County je okres ve státě Alabama v USA. K roku 2010 zde žilo 43 643 obyvatel. Správním městem okresu je Clanton. Celková rozloha okresu činí 1 815 km².